# Basílica de Notre-Dame (Montreal)
A Basílica de Notre-Dame de Montreal é uma basílica católica romana situada no distrito de Ville-Marie, em Montreal, Canadá. É uma das mais proeminentes edificações religiosas da cidade, juntamente com a Catedral de Maria Rainha do Mundo, (sendo esta última a sé episcopal da região). Foi construída entre 1823 e 1829 em estilo Neogótico. 

## História
A basílica de Notre-Dame de Montreal é uma das mais preciosas construções do patrimônio religioso do Quebec. Sob a guarda da companhia dos padres de Saint-Sulpice, à época senhoria da Ilha de Montreal, a igreja passou por várias etapas de construção.

### Primeira paróquia de Ville-Marie

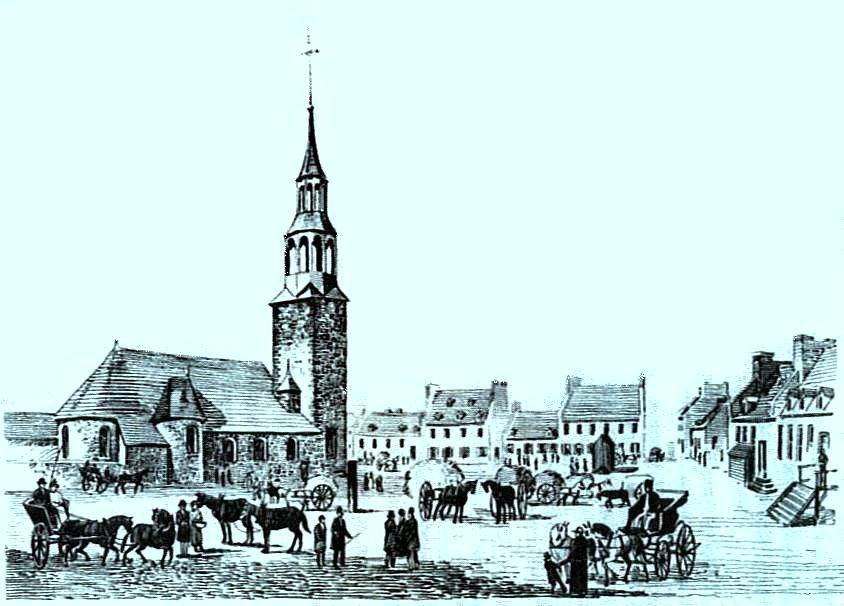
Primeira sede da paróquia Ville-Marie

O superior da ordem de Saint-Sulpice na época, François Dollier de Casson, foi encarregado de projetar a primeria sede da paróquia. Ela seria situada no eixo da rua Notre-Dame. Sua construção se inicia em 1672, e foi ampliada pela primeira vez em 1708. Por exemplo, um campanário e duas laterais (norte e sul) são acrescentados para permitir que maior número de fiéis participem das missas. Seu cemitério funcionou entre 1691 e 1796, quando questões sanitárias fizeram as autoridades exumar as sepulturas e as transferirem ao exterior da cidade.

### Basílica atual

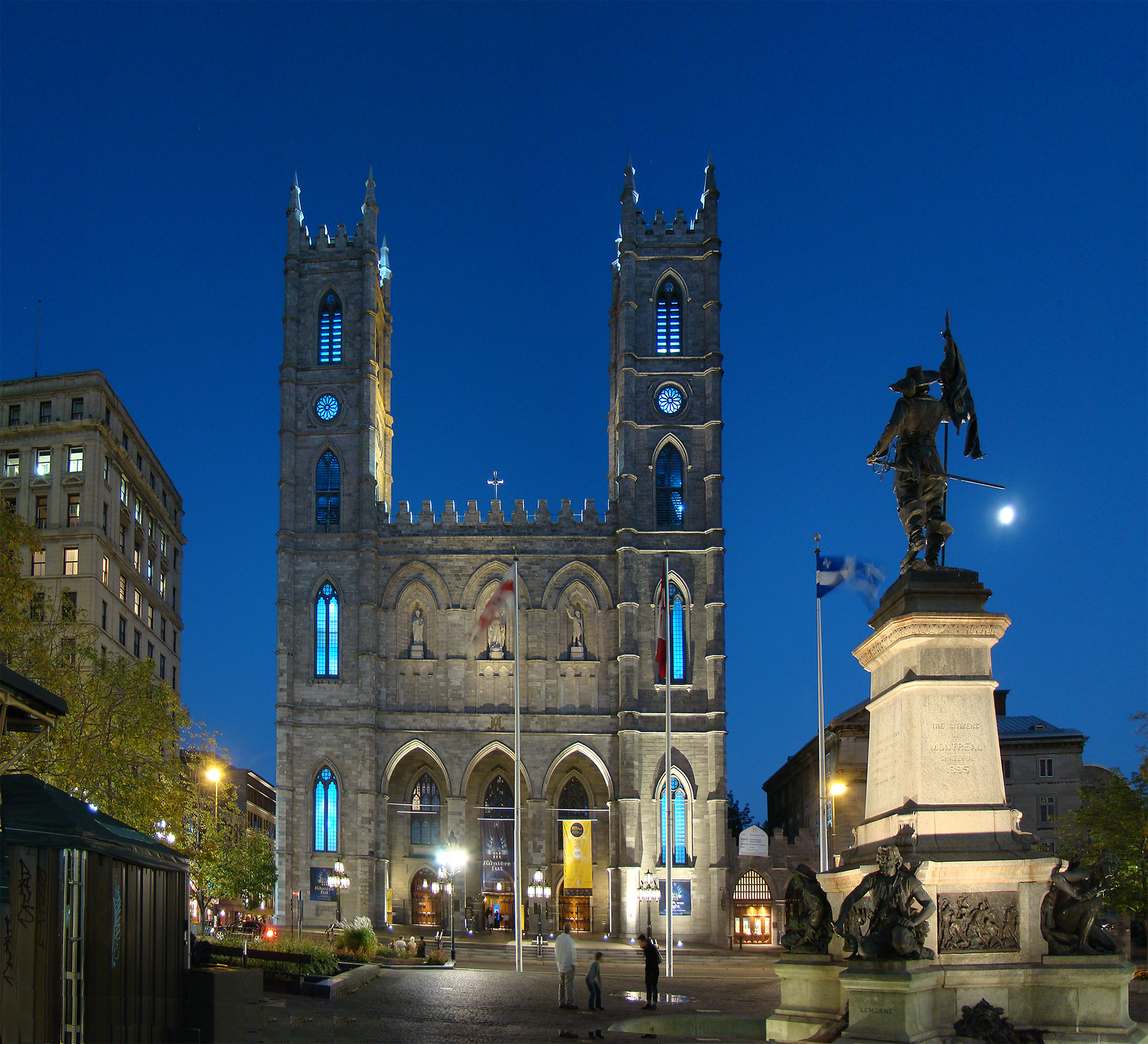
Basílica e monumento a Maisonneuve

Ao sul desta primeira igreja, construiu-se com novas técnicas uma basílica em pedra cinza de Montreal. Seu projeto deve-se a James O'Donnell, de Nova Iorque. A construção é de estilo neogótico. Sua construção tem início em 1824 e durou até 1829, data de sua inauguração oficial.
No ano seguinte, a primeira igreja foi demolida para dar espaço à Place d'Armes de Montreal que conhecemos hoje, com seu monumento ao fundador de Montreal, rodeado por edifícios altos.
Os dois campanários, projetados pelo arquiteto John Ostell foram construídos entre 1841 e 1843. Sua altura total é de 69 m. 
Foi por muito tempo o maior templo na América do Norte contando-se todas as confissões.
Em 1910, acolhe o congresso eucarístico de Montreal. Quando em sua viagem a Montreal em 1982, o papa João Paulo II a eleva à categoria de basílica menor.
A basílica Notre-Dame foi reconhecida como um lugar histórico do Canada em 1989.

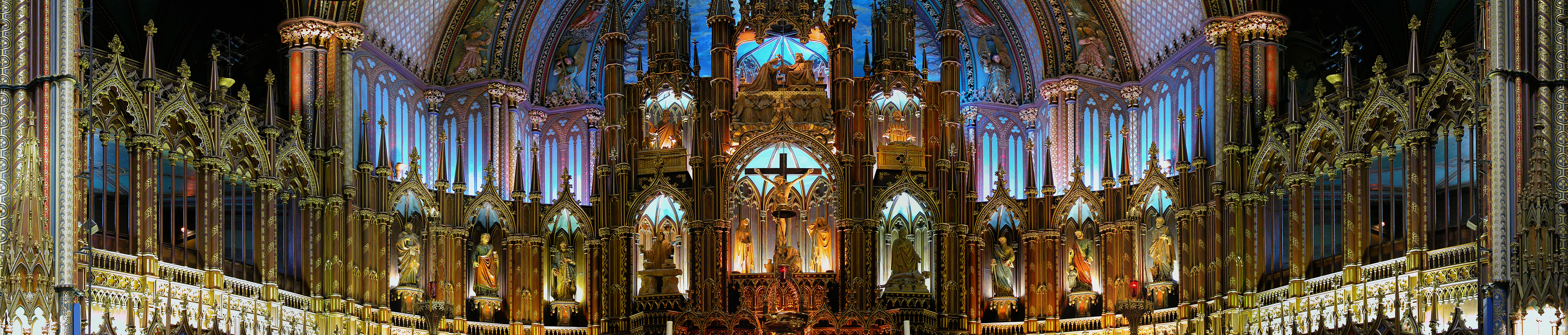
Vista interior panorâmica da basílica